# Tmesipteris tannensis
Tmesipteris tannensis là một loài dương xỉ trong họ Psilotaceae. Loài này được Spreng. Bernh. mô tả khoa học đầu tiên năm 1800.